# 四戸哲
四戸 哲（しのへ さとる、1961年7月5日-）は、日本の航空エンジニア。有限会社オリンポス代表取締役。

## 来歴
青森県三戸郡名川町に生まれる。小学生時代に三沢基地の航空ショーでブルーインパルスのアクロバット飛行を見たことで航空エンジニアを志した。高校2年生の時、講演のため青森に訪れていた航空エンジニアの木村秀政（当時日本大学名誉教授）と対面、意気投合し「うちの大学に進学しなさい。そして、飛行機の設計を学びなさい」と勧められる。高校卒業後に上京し、木村の言葉通り日本大学理工学部航空宇宙工学科に入学した。在学中は日大航空研究会にも所属しており、琵琶湖で開催されていた鳥人間コンテストにも参加していた。
大学卒業後の1985年6月、恩師である木村を顧問とし、日本において数少ない航空機メーカーである有限会社オリンポスを設立、同社の代表取締役を勤める。会社設立後は軽量グライダー『GANNET（ガネット）』の開発に着手(2003年東京都中小企業創造法認定事業に認定)。以降様々な機体を製作している。
2003年にアーティスト、八谷和彦が代表を務める株式会社ペットワークスと、宮崎駿の『風の谷のナウシカ』に登場する架空の乗り物「メーヴェ」を模した一人乗りのジェットグライダーの開発を図る共同企画『オープンスカイプロジェクト』を開始。同プロジェクトにおいて、四戸をはじめとしたオリンポス側は機体の設計・製作を担当。完成した機体「M-02J」は現在も八谷の手により試験飛行が継続されている。
2012年からは自社プロジェクトとして、国産初の有人ソーラープレーン「SP-1」の開発を開始。翌2013年、試験飛行に成功。各地の飛行機関連のイベントにも頻繁に展示している。
また、三菱化学がスポンサーについており、同社製のソーラーパネルを搭載している。
2015年には株式会社立飛ホールディングスと合同で、同社の前身である「立川飛行機」が1934年に開発した95式1型練習機(通称・赤トンボ)の復元プロジェクトを始動。飛行可能なレプリカ機の設計・製作を担当し、2018年の完成を目指す。

## 製作に携わった機体
初級滑空機『Gannet-Pr.』(設計・構想)
構造が簡素で安価であることを設計理念としたプライマリーグライダー
無尾翼機『M-02』/『M-02J』(オープンスカイプロジェクト、設計・製作)
株式会社ペットワークスと合同製作の一人乗りグライダー。M-02は『金沢21世紀美術館』に収蔵されている
7/8スケール復元機『ニューポール11』(製作支援)
第一次世界大戦期フランスの戦闘機を実際の図面を元にスケールダウンし飛行可能機体として新造したレプリカ機
電動実験機『OEX-01』(設計・構想)
ソーラープレーン『SP-1』(設計・製作)
日本初の有人ソーラーフライトを目指す実験機体。サレジオ工業高等専門学校との共同研究
レプリカ復元機『95式1型練習機』(赤トンボ復元プロジェクト、製作指揮)
株式会社立飛ホールディングスと合同製作。同社製作の練習機を飛行可能機体として復元する
初級滑空機『F.O.P-01』(設計)

## 人物
有限会社オリンポス設立の背景には日本スポーツ航空機業界の再建という目標があり、そのために業界の将来を担う学生の育成や低年齢層における航空機業界の知名度向上に力を入れている。
- 東京都青梅市にある有限会社オリンポスの工場には日本各地から航空エンジニアを志す学生が訪れており、2014年にNHKで放送されたドキュメンタリーでは「ヒコーキ野郎のトキワ荘」と称された[9]。また自身も全国各地の高等専門学校に出向いて、技術指導をしている[1]。
- 2014年7月に青梅市、福生市、羽村市で開催された「子どもひこうき展」にも参加しており、自社製作の飛行機の展示や子供向けの公演などを行っている[10][11]。